# Grand Slam Championship
Est déclaré Grand Slam Champion (Champion Grand Chelem), tout catcheur ayant remporté tous les titres majeurs de sa fédération durant sa carrière.

## Grand Slam à la World Wrestling Entertainment

### Format original (créé en 1997 jusqu'en 2015)
À la World Wrestling Entertainment est déclaré Grand Slam un catcheur qui remporte un titre majeur (championnat de la WWE ou championnat du monde poids-lourds de la WWE), un titre par équipe (championnat du monde par équipe de la WWE, championnat par équipe de la WWE ou championnat par équipe unifié de la WWE), le championnat intercontinental de la WWE et un titre de troisième catégorie (championnat d'Europe ou championnat Hardcore de la WWE).
La WWE a précisé que le championnat du monde poids-lourds de la ECW (titre mondial), le championnat des États-Unis (titre secondaire) et le championnat des poids mi-lourds (titre secondaire) ne permettent pas d'être WWE Grand Slam Champions car ils proviennent à l'origine tous les trois de deux fédérations différentes (Extreme Championship Wrestling et World Championship Wrestling) achetés par la compagnie en 2001.
| #   | Champion                 | Championnats Mondiaux | Championnats Mondiaux          | Championnats par Équipe            | Championnats par Équipe                | Championnat secondaire        | Championnats Tertiaires | Championnats Tertiaires |
| #   | Champion                 | WWE Championship      | World Heavyweight Championship | World Tag Team Championship        | WWE Tag Team Championship              | Intercontinental Championship | European Championship   | Hardcore Championship   |
| --- | ------------------------ | --------------------- | ------------------------------ | ---------------------------------- | -------------------------------------- | ----------------------------- | ----------------------- | ----------------------- |
| 1er | Shawn Michaels           | 31 mars 1996          | 17 novembre 2002               | 28 août 1994 (avec Diesel)         | 13 décembre 2009 (avec Triple H)       | 27 octobre 1992               | 20 septembre 1997       | N/A (Titre retiré)      |
| 2e  | Triple H (2 fois)        | 23 août 1999          | 2 septembre 2002               | 29 avril 2001 (avec Steve Austin)  | 13 décembre 2009 (avec Shawn Michaels) | 21 octobre 1996               | 22 décembre 1997        | N/A (Titre retiré)      |
| 3e  | Kane                     | 28 juin 1998          | 18 juillet 2010                | 13 juillet 1998 (avec Mankind)     | 22 avril 2011 (avec The Big Show)      | 20 mai 2001                   | N/A (titre supprimé)    | 1er avril 2001          |
| 4e  | Chris Jericho (2 fois)   | 9 décembre 2001       | 7 septembre 2008               | 21 mai 2001 (avec Chris Benoit)    | 28 juin 2009 (avec Edge)               | 12 décembre 1999              | 2 avril 2000            | 28 mai 2001             |
| 5e  | Kurt Angle               | 22 octobre 2000       | 13 janvier 2006                | N/A (titre supprimé)               | 20 octobre 2002 (avec Chris Benoit)    | 27 février 2000               | 10 février 2000         | 10 septembre 2001       |
| 6e  | Eddie Guerrero           | 15 février 2004       | N/A (décédé)                   | N/A (décédé)                       | 17 novembre 2002 (avec Chavo Guerrero) | 4 septembre 2000              | 3 avril 2000            | N/A (décédé)            |
| 7e  | Rob Van Dam              | 11 juin 2006          | N/A (titre supprimé)           | 31 mars 2003 (avec Kane)           | 17 décembre 2004 (avec Rey Mysterio)   | 17 mars 2002                  | 22 juillet 2002         | 22 juillet 2001         |
| 8e  | Booker T                 | N/A (retraité)        | 23 juillet 2006                | 30 octobre 2001 (avec Test)        | N/A (retraité)                         | 7 juillet 2003                | N/A (titre supprimé)    | 4 mai 2002              |
| 9e  | Jeff Hardy (3 fois)      | 14 décembre 2008      | 7 juin 2009                    | 29 juin 1999 (avec Matt Hardy)     | 2 avril 2017 (avec Matt Hardy)         | 12 avril 2001                 | 12 avril 2001           | 8 juillet 2002          |
| 10e | John "Bradshaw" Layfield | 27 juin 2004          | N/A (retraité)                 | 31 mai 1999 (avec Farooq)          | N/A (retraité)                         | 9 mars 2009                   | 22 octobre 2001         | 3 juin 2002             |
| 11e | Christian (2 fois)       |                       | 1er mai 2011                   | 2 avril 2000 (avec Edge)           |                                        | 23 septembre 2001             | 30 octobre 2001         | 17 mars 2002            |
| 12e | Big Show                 | 14 novembre 1999      | 18 décembre 2011               | 22 août 1999 (avec The Undertaker) | 26 juillet 2009 (avec Chris Jericho)   | 1er avril 2012                | N/A (titre supprimé)    | 22 février 2001         |

### Format moderne (établi à partir de 2015)
Depuis WrestleMania 31, la fédération a défini un nouveau format pour devenir Grand Slam Champion à la suite de la disparition des deux titres tertiaires (Hardcore et European) et de la fusion des deux titres mondiaux (World Heavyweight et WWE Championship). Ainsi, pour obtenir le Grand Slam Championship, il faut avoir eu dans sa carrière le WWE Championship ou le WWE Universal Championship (primaire), le WWE Raw Tag Team Championship ou le WWE SmackDown Tag Team Championship (par équipes), le WWE Intercontinental Championship (secondaire) et le WWE United States Championship (tertiaire),.
Six superstars ont obtenu immédiatement ce statut, dont trois ayant également eu ce titre avec l'ancienne version,.
| Légende          | Légende |
| ---------------- | --- |
| Un nom en gras   | Catcheur étant également Grand Slam Champion sous son ancien format.                                         |
| Une date en gras | Date à laquelle une superstar est devenu un Grand Slam Champion.                                             |
| N/A              | Indique un futur règne impossible ou peu probable à ce jour.                                                 |
|                  | A remporté tous les titres éligibles pour devenir un Grand Slam Champion.                                    |
|                  | A remporté le titre en tant que catcheur de la division Raw.                                                 |
|                  | A remporté le titre en tant que catcheur de la division SmackDown.                                           |
|                  | A remporté le titre en tant que catcheur de la division ECW.                                                 |
|                  | A remporté le titre avant l'instauration de la Brand Extension en 2002 ou après sa suppression en août 2011. |

| #   | Champion              | Championnats Mondiaux | Championnats Mondiaux | Championnats Mondiaux | Championnats par Équipe                | Championnats par Équipe                | Championnats secondaires (les deux nécessaires) | Championnats secondaires (les deux nécessaires) |
| #   | Champion              | WWE                   | Universal             | World Heavyweight     | WWE/Raw/World Tag Team                 | SmackDown/WWE Tag Team                 | Intercontinental                                | United States                                   |
| --- | --------------------- | --------------------- | --------------------- | --------------------- | -------------------------------------- | -------------------------------------- | ----------------------------------------------- | ----------------------------------------------- |
| 1er | Kurt Angle            | 22 octobre 2000       | N/A (retraité)        | N/A (retraité)        | 20 octobre 2002 (avec Chris Benoit)    | N/A (retraité)                         | 27 février 2000                                 | 22 octobre 2001                                 |
| 2e  | Eddie Guerrero        | 15 février 2004       | N/A (décédé)          | N/A (décédé)          | 17 novembre 2002 (avec Chavo Guerrero) | N/A (décédé)                           | 4 septembre 2000                                | 29 décembre 1996                                |
| 3e  | Edge                  | 8 janvier 2006        | N/A (Titre retiré)    |                       | 5 novembre 2002 (avec Rey Mysterio)    |                                        | 24 juillet 1999                                 | 12 novembre 2001                                |
| 4e  | Big Show              | 14 novembre 1999      | N/A (Titre retiré)    |                       | 26 juillet 2009 (avec Chris Jericho)   |                                        | 1er avril 2012                                  | 19 octobre 2003                                 |
| 5e  | The Miz (2 fois)      | 22 novembre 2010      | N/A (Titre retiré)    |                       | 16 novembre 2007 (avec John Morrison)  | 27 janvier 2019 (avec Shane McMahon)   | 23 juillet 2012                                 | 5 octobre 2009                                  |
| 6e  | Daniel Bryan          | 18 août 2013          | N/A (Titre retiré)    |                       | 16 septembre 2012 (avec Kane)          | 7 mai 2019 (avec Erick Rowan)          | 29 mars 2015                                    | 19 septembre 2010                               |
| 7e  | Chris Jericho         | 9 décembre 2001       | N/A (Titre retiré)    |                       | 28 juin 2009 (avec Edge)               |                                        | 12 décembre 1999                                | 9 janvier 2017                                  |
| 8e  | Dean Ambrose          | 19 juin 2016          | N/A (Titre retiré)    |                       | 20 août 2017 (avec Seth Rollins)       |                                        | 13 décembre 2015                                | 19 mai 2013                                     |
| 9e  | Roman Reigns          | 22 novembre 2015      | 19 août 2018          |                       | 19 mai 2013 (avec Seth Rollins)        |                                        | 20 novembre 2017                                | 25 septembre 2016                               |
| 10e | Randy Orton           | 7 octobre 2007        | N/A (Titre retiré)    |                       | 21 août 2021 (avec Riddle)             | 4 décembre 2016 (avec la Wyatt Family) | 14 décembre 2003                                | 11 mars 2018                                    |
| 11e | Seth Rollins (2 fois) | 29 mars 2015          | 7 avril 2019          | 27 mai 2023           | 19 mai 2013 (avec Roman Reigns)        |                                        | 8 avril 2018                                    | 23 août 2015                                    |
| 12e | Jeff Hardy            | 14 décembre 2008      | N/A (Titre retiré)    |                       | 2 avril 2017 (avec Matt Hardy)         | 9 avril 2019 (avec Matt Hardy)         | 10 avril 2001                                   | 16 avril 2018                                   |
| 13e | Kofi Kingston         | 7 avril 2019          | N/A (Titre retiré)    |                       | 22 août 2011 (avec Evan Bourne)        | 23 juillet 2017 (avec The New Day)     | 29 juin 2008                                    | 1er juin 2009                                   |
| 14e | Rey Mysterio          | 25 juillet 2011       | N/A (Titre retiré)    |                       | 5 novembre 2002 (avec Edge)            | 16 mai 2021 (avec Dominik Mysterio)    | 5 avril 2009                                    | 19 mai 2019                                     |
| 15e | AJ Styles             | 11 septembre 2016     | N/A (Titre retiré)    |                       | 10 avril 2021 (avec Omos)              |                                        | 12 juin 2020                                    | 7 juillet 2017                                  |
| 16e | Kevin Owens           |                       | 29 août 2016          |                       | 1er avril 2023 (avec Sami Zayn)        | 1er avril 2023 (avec Sami Zayn)        | 20 septembre 2015                               | 2 avril 2017                                    |
| 17e | Finn Bálor            |                       | 21 août 2016          |                       | 2 septembre 2023 (avec Damian Priest)  | 2 septembre 2023 (avec Damian Priest)  | 17 février 2019                                 | 28 février 2022                                 |

| Nom               | Titre de première catégorie | Titre de première catégorie | Titre de première catégorie | Titre par équipe | Titre par équipe | Titre de seconde catégorie (les deux nécessaires) | Titre de seconde catégorie (les deux nécessaires) |
| Nom               | WWE                         | Universal                   | World Heavyweight           | WWE/Raw/World    | SmackDown/WWE    | Intercontinental                                  | United States                                     |
| ----------------- | --------------------------- | --------------------------- | --------------------------- | ---------------- | ---------------- | ------------------------------------------------- | ------------------------------------------------- |
| John Cena         | Oui                         | Inutile                     | Inutile                     | Oui              | Inutile          | Non                                               | Oui                                               |
| Kane              | Oui                         | Inutile                     | Inutile                     | Oui              | Inutile          | Oui                                               | Non                                               |
| Sheamus           | Oui                         | Inutile                     | Inutile                     | Oui              | Oui              | Non                                               | Oui                                               |
| Triple H          | Oui                         | Inutile                     | Inutile                     | Oui              | Inutile          | Oui                                               | Non                                               |
| Drew McIntyre     | Oui                         | Inutile                     | Oui                         | Oui              | Inutile          | Oui                                               | Non                                               |
| Shinsuke Nakamura | Non                         | Non                         | Non                         | Inutile          | Oui              | Oui                                               | Oui                                               |
| Big E             | Oui                         | Inutile                     | Inutile                     | Oui              | Oui              | Oui                                               | Non                                               |
| Cody Rhodes       | Oui                         | Inutile                     | Inutile                     | Oui              | Oui              | Oui                                               | Non                                               |
| Damian Priest     | Inutile                     | Inutile                     | Oui                         | Oui              | Oui              | Non                                               | Oui                                               |
| Braun Strowman    | Inutile                     | Oui                         | Inutile                     | Oui              | Inutile          | Oui                                               | Non                                               |
| Jey Uso           | Inutile                     | Inutile                     | Oui                         | Oui              | Oui              | Oui                                               | Non                                               |

- The Miz est le premier double Grand Slam Champion pour avoir encaissé sa mallette Money in the Bank sur Drew McIntyre à Elimination Chamber.
- Seth Rollins est le second double Grand Slam Champion depuis sa victoire contre Bobby Lashley pour le titre des États-Unis de la WWE.

### Format féminin (établi à partir de 2019)
En mai 2019, Bayley a été annoncée comme la première championne féminine du WWE Grand Chelem, après avoir remporté les championnats simples, Raw , SmackDown et NXT, ainsi que le championnat Tag Team.
| Légende          | Légende                                                             |
| ---------------- | ------------------------------------------------------------------- |
| Une date en gras | Date à laquelle une superstar est devenu un Grand Slam Champion.    |
|                  | A remporté le titre en tant que catcheuse de la division Raw.       |
|                  | A remporté le titre en tant que catcheuse de la division SmackDown. |
|                  | A remporté le titre en tant que catcheuse de la division NXT.       |

| #   | Championne      | Titres individuels | Titres individuels      | Titres individuels | Titre par équipe                    |
| #   | Championne      | Raw/WWE Women's    | SmackDown/Women's World | NXT Women's        | Women's Tag Team                    |
| --- | --------------- | ------------------ | ----------------------- | ------------------ | ----------------------------------- |
| 1re | Bayley          | 13 février 2017    | 19 mai 2019             | 22 août 2015       | 17 février 2019 (avec Sasha Banks)  |
| 2e  | Asuka           | 11 mai 2020        | 16 décembre 2018        | 1er avril 2016     | 6 octobre 2019 (avec Kairi Sane)    |
| 3e  | Sasha Banks     | 25 juillet 2016    | 25 octobre 2020         | 11 février 2015    | 17 février 2019 (avec Bayley)       |
| 4e  | Charlotte Flair | 3 avril 2016       | 14 novembre 2017        | 29 mai 2014        | 20 décembre 2020 (avec Asuka)       |
| 5e  | Rhea Ripley     | 11 avril 2021      | 1er avril 2023          | 18 décembre 2019   | 20 septembre 2021 (avec Nikki ASH)  |
| 6e  | Becky Lynch     | 7 avril 2019       | 11 septembre 2016       | 12 septembre 2023  | 27 février 2023 (avec Lita)         |
| 7e  | Iyo Sky         | 5 août 2023        | 3 mars 2025             | 7 juin 2020        | 12 septembre 2022 (avec Dakota Kai) |

- Rhea Ripley est la première à accomplir le "Mega" Grand Slam Champion : Grand Slam (Women's + Women's World + Women's Tag Team + NXT Women's) + NXT UK Women's.

## All Elite Wrestling
All Elite Wrestling n'a pas établi de format officiel avant que Kenny Omega ait remporté l'AEW International Championship le 9 mars 2025, étant le format pour obtenir le titre maximum de la compagnie, le AEW World Championship, le AEW TNT Championship, le AEW Continental Championship le AEW International Championship, le AEW World Tag Team Championship et le AEW World Trios Championship.
| #   | Nom         | Championnat Mondial    | Titre par équipe (les deux nécessaires)    | Titre par équipe (les deux nécessaires) | Championnats secondaires     | Championnats secondaires       | Championnats secondaires |
| #   | Nom         | AEW World Championship | AEW World Tag Team Championship            | AEW World Trios Championship            | AEW Continental Championship | AEW International Championship | AEW TNT Championship     |
| --- | ----------- | ---------------------- | ------------------------------------------ | --------------------------------------- | ---------------------------- | ------------------------------ | ------------------------ |
| 1er | Kenny Omega | 2 décembre 2020        | 21 janvier 2020 (avec "Hangman" Adam Page) | 4 septembre 2022 (avec The Young Bucks) |                              | 9 mars 2025                    |                          |

| Nom                     | Titre de première catégorie | Titre par équipe | Titre par équipe | Titre de seconde catégorie | Titre de seconde catégorie | Titre de seconde catégorie |
| Nom                     | World                       | World Tag Team   | World Trios      | International              | Continental                | TNT                        |
| ----------------------- | --------------------------- | ---------------- | ---------------- | -------------------------- | -------------------------- | -------------------------- |
| Jon Moxley              | Oui                         | Non              | Non              | Oui                        | Non                        | Non                        |
| Luchasaurus/Killswich   | Non                         | Oui              | Oui              | Non                        | Non                        | Oui                        |
| PAC                     | Non                         | Non              | Oui              | Oui                        | Non                        | Non                        |
| Samoa Joe               | Oui                         | Non              | Oui              | Non                        | Non                        | Oui                        |
| Scorpio Sky             | Non                         | Oui              | Non              | Non                        | Non                        | Oui                        |
| Darby Allin             | Non                         | Oui              | Non              | Non                        | Non                        | Oui                        |
| (Jungle Boy) Jack Perry | Non                         | Oui              | Non              | Non                        | Non                        | Oui                        |
| MJF                     | Oui                         | Non              | Non              | Oui                        | Non                        | Non                        |
| Christian Cage          | Non                         | Non              | Oui              | Non                        | Non                        | Oui                        |
| Swerve Strickland       | Oui                         | Oui              | Non              | Non                        | Non                        | Non                        |

## Liste des TNA Grand Slam Champions
Actuellement à la TNA, il n'est plus possible de devenir TNA Grand Slam Champion hormis si le catcheur possède le TNA Global Championship, également appelé TNA Television Championship, ou TNA King of the Mountain Championship, qui fut le deuxième titre de seconde catégorie de la fédération.
| #   | Nom         | Titre de première catégorie        | Titre de première catégorie        | Titre par équipe                   | Titre par équipe                           | Titre de seconde catégorie  | Titre de troisième catégorie                                          |
| #   | Nom         | NWA World Heavyweight Championship | TNA World Heavyweight Championship | NWA World Tag Team Championship    | TNA World Tag Team Championship            | TNA X Division Championship | TNA Legends \ Global \ Television \ King of the Mountain Championship |
| --- | ----------- | ---------------------------------- | ---------------------------------- | ---------------------------------- | ------------------------------------------ | --------------------------- | --------------------------------------------------------------------- |
| 1er | A.J. Styles | 11 juin 2003                       | 20 septembre 2009                  | 3 juillet 2002 (avec Jerry Lynn)   | 14 octobre 2007 (avec Tomko)               | 19 juin 2002                | 15 mars 2009                                                          |
| 2e  | Abyss       | 16 novembre 2006                   |                                    | 4 février 2004 (avec A.J. Styles)  | 26 avril 2016 (avec Crazzy Steve)          | 16 mai 2011                 | 9 janvier 2011                                                        |
| 3e  | Samoa Joe   |                                    | 13 avril 2008                      |                                    | 15 juillet 2007 (sans partenaire)          | 11 décembre 2005            | 27 septembre 2012                                                     |
| 4e  | Eric Young  |                                    | 10 avril 2014                      | 12 octobre 2004 (avec Bobby Roode) | 4 mai 2010 (avec Kevin Nash et Scott Hall) | 7 décembre 2008             | 18 septembre 2009                                                     |

en gras la date à laquelle le catcheur est devenu Grand Slam Champion.

## Liste des ROH Grand Slam Champions
Il est également possible de devenir Grand Slam Champion à la Ring of Honor. Pour cela, il suffit de réunir le titre mondial de la ROH, le titre mondial par équipe, le titre mondial de la télévision ainsi que le titre mondial par équipe de trois. Il est toutefois possible de remplacer ce dernier titre par le titre pure, désormais retiré.
| #   | Nom                 | Titre de première catégorie | Titre par équipe                             | Titre de seconde catégorie        | Titre de troisième catégorie                             | Titre de troisième catégorie |
| #   | Nom                 | ROH World Championship      | ROH World Tag Team Championship              | ROH World Television Championship | ROH World Six-Man Tag Team Championship                  | ROH Pure Championship        |
| --- | ------------------- | --------------------------- | -------------------------------------------- | --------------------------------- | -------------------------------------------------------- | ---------------------------- |
| 1er | Christopher Daniels | 10 mars 2017                | 21 septembre 2002 (avec Donovan Morgan (en)) | 10 décembre 2010                  | 9 mars 2018 (avec Frankie Kazarian et Scorpio Sky)       | N/A                          |
| 2e  | Matt Taven          | 6 avril 2019                | 18 septembre 2015 (avec Michael Bennett)     | 2 mars 2013                       | 2 décembre 2016 (avec Vinny Marseglia et TK O'Ryan (en)) | N/A                          |
| 3e  | Jay Lethal          | 19 juin 2015                | 13 décembre 2019 (avec Jonathan Gresham)     | 13 août 2011                      |                                                          | 5 mars 2005                  |

en gras la date à laquelle le catcheur est devenu Grand Slam Champion.
| Nom              | Titre de première catégorie | Titre par équipe | Titre de seconde catégorie | Titre de troisième catégorie | Titre de troisième catégorie |
| Nom              | World                       | World Tag Team   | World Television           | World Six-Man Tag Team       | Pure                         |
| ---------------- | --------------------------- | ---------------- | -------------------------- | ---------------------------- | ---------------------------- |
| PCO              | Oui                         | Oui              | Non                        | Oui                          | Non                          |
| Mark Briscoe     | Oui                         | Oui              | Non                        | Oui                          | Non                          |
| Samoa Joe        | Oui                         | Non              | Oui                        | Non                          | Oui                          |
| Jonathan Gresham | Oui                         | Oui              | Non                        | Non                          | Oui                          |